# Bergslyckan
Bergslyckan är en by i Okome socken,  Falkenbergs kommun. Stavas vanligen Bergslycke eller Bergslycka i äldre källskrifter, någon gång Björslycka som är det gamla gängse uttalet på orten. Inom byns gamla gränser ingår delar av Stora Stavsjön, vilken ingår i Ätrans huvudavrinningsområde.